# Gary Dilley
Gary Dilley (Estados Unidos, 15 de enero de 1945) es un nadador estadounidense retirado especializado en pruebas de estilo espalda, donde consiguió ser subcampeón olímpico en 1964 en los 200 metros.

## Carrera deportiva
En los Juegos Olímpicos de Tokio 1964 ganó la medalla de plata en los 200 metros espalda, con un tiempo de 2:10.5 segundos, tras su connacional estadounidense Jed Graef y por delante de otro compatriota, Bob Bennett.
Y en la Universiada de 1965 celebrada en Budapest ganó dos medallas de oro: en los 200 metros espalda y en los relevos de 4x100 metros estilo libre.